# 奧德冰原島峰
72°2′S 10°43′E / 72.033°S 10.717°E
奧德冰原島峰，是南極洲的冰原島峰，位於毛德皇后地的阿斯特里德公主海岸，處於格洛弗利亞平原東部，由挪威探險隊的測量和空中照片被繪入地圖，現時由南極條約體系管理。